# Lycosa emuncta
Lycosa emuncta là một loài nhện trong họ Lycosidae.
Loài này thuộc chi Lycosa. Lycosa emuncta được Richard C. Banks miêu tả năm 1898.